# Clytomyias insignis
Fadinha-de-coroa-laranja ou fadinha-de-capuz-laranja (Clytomyias insignis) é uma espécie de ave da família Maluridae. É a única espécie do género Clytomyias.
Pode ser encontrada nos seguintes países: Indonésia e Papua-Nova Guiné.
Os seus habitats naturais são: regiões subtropicais ou tropicais húmidas de alta altitude.